# Енциклопедія «Наукове товариство імені Шевченка»

Енциклопедія «Наукове товариство ім. Шевченка» (Енциклопедія НТШ) — багатотомне енциклопедичне видання, присвячене Науковому товариству ім. Шевченка.

## Опис енциклопедії
Видання належить до типу відомчих енциклопедій. Його зміст полягає в описі структури, персоналій, основних видань НТШ, а також установ, що працювали при НТШ, починаючи від 1873 р., зокрема й крайових осередків НТШ, які діють в Україні й за кордоном. Розрахована на науковців академічних установ, викладачів навчальних закладів, студентів та широке коло читачів.
Енциклопедію готує Наукове товариство імені Шевченка спільно з Інститутом енциклопедичних досліджень НАН України. Нині опубліковано 4 томи до літери «Д». Перший том вийшов друком 2012 року, хоча передумови створення цього видання сягають початку 1990-х. Підготовка наступних томів триває.
Від 2015 має онлайн-версію [Архівовано 5 березня 2021 у Wayback Machine.].
| Том | Гасла | Ілюстрації | Картосхеми |
| --- | ----- | ---------- | ---------- |
| 1   | 248   | 1181       | 1          |
| 2   | 293   | 1476       | 0          |
| 3   | 305   | 1409       | 10         |
| 4   | 227   | 1145       | 2          |

## Бібліографічний опис
- Наукове товариство імені Шевченка. Енциклопедія. — Том І: А–Бібл / Ред. тому: О. Купчинський, О. Савула, Н. Федорак; Укладання НТШ. Наукове товариство ім. Шевченка; НАН України. Інститут енциклопедичних досліджень. — Львів, 2012. — 600 с. — ISBN 978-966-8868-30-6
- Наукове товариство імені Шевченка. Енциклопедія. — Т. 2: Бібл–Вес / Ред. тому: О. Купчинський (відп. ред.), О. Савула, Н. Федорак. Наукове товариство ім. Шевченка; Інститут енциклопедичних досліджень НАН України. — Київ; Львів; Тернопіль, 2014. — 616 с. — ISBN 978-966-8868-30-6
- Наукове товариство імені Шевченка. Енциклопедія. — Т. 3: Вес — Глин / Ред. тому: О. Купчинський (відп. ред.), О. Савула, Н. Федорак. Наукове товариство ім. Шевченка; Інститут енциклопедичних досліджень НАН України. — Львів, 2016. — 620 с. — ISBN 978-966-8868-30-6
- Наукове товариство імені Шевченка. Енциклопедія. — Т. 4: Глин—Даш / Ред. тому: О. Купчинський (відп. ред.), О. Савула, Н. Федорак. Наукове товариство ім. Шевченка; Інститут енциклопедичних досліджень НАН України. — Львів, 2019. — 620 с. — ISBN 978-966-8868-30-6

## Про енциклопедію в ЗМІ
- Нова «Енциклопедія НТШ» матиме більше десятка томів // Газета «Експрес»[недоступне посилання з липня 2019]
- Ясь О. Наукове товариство імені Шевченка: Енциклопедія. — Т. 1–4. Український історичний журнал. 2021. Число 2. С. 196. PDF
- Хороб С. І. Видання, що розкриває багатовимірність НТШ. Прикарпатський вісник НТШ. Слово. 2017—2018. № 4-3. С. 560—562. PDF
- Матешук-Вацеба Л., Заячківська О. Наукове товариство імені Шевченка. Енциклопедія. — Том 3: Вес-Глин / ред. тому О. Купчинський, О. Савула, Н. Федорак. Наукове товариство ім. Шевченка, Інститут енциклопедичних досліджень НАН України. — Львів, 2016. — 620 с. Праці Наукового товариства ім. Шевченка. Медичні науки. 2017. Т. 50(2). С. 124—125. PDF
- Матешук-Вацеба Л. Енциклопедія «Наукове товариство імені Шевченка» / Відп. ред. Олег Купчинський. — Львів, 2012. — Том 1, А — Бібл. — 600 с.; Енциклопедія «Наукове товариство імені Шевченка» / Відп. ред. Олег Купчинський. — Львів, 2014. — Том 2, Бібл — Вес. — 616 с. Праці наукового товариства ім. Шевченка. Медичні науки. Лікарський збірник. — 2015. Т. 43, C. 226—227. PDF